# Industria Aeronautică Română
Industria Aeronautică Română (zkráceně IAR, česky Rumunský letecký průmysl, v současnosti S.C. IAR S.A. Braşov) je rumunský letecký výrobce založený 1. listopadu 1925 v Brašově jako akciová společnost. Svůj podíl ve firmě měly francouzské společnosti Bleriot-Spad a Lorraine-Dietrich, rumunská letecká továrna ASTRA z Aradu (pomáhala s vybavením a personálem) a rumunský stát (přispěl financemi a poskytl pozemky pro výstavbu). Vznikl v meziválečné době, kdy hodlalo Rumunsko vybudovat silný domácí letecký průmysl. IAR byl jedním ze tří nejvýznamnějších rumunských leteckých výrobců vzniklých v té době (vedle Întreprinderea de construcții aeronautice românești (ICAR) a Societatea pentru exploatări tehnice (SET)). Hlavním konstruktérem byl po řadu desítek let ing. Dr. Elie Carafoli.
V roce 1927 začala společnost IAR s produkcí francouzských letounů Potez 25 a Morane-Saulnier 35. Koncem roku 1928 byl se souhlasem rumunské vlády do závodu IAR pozván jako poradce francouzský inženýr M. Virmoux, který působil jako konstruktér u firem SPAD (Société Pour L'Aviation et ses Dérivés) a Wibault.
Rumunská vláda odkoupila od francouzských továren akcie a v roce 1938 se tak stává společnost čistě rumunskou.
Ze vzájemné spolupráce Carafoli-Virmoux vznikl prototyp stíhacího dolnoplošníku CV-11, který provedl svůj první let v roce 1930. Pro pohon byl vybrán francouzský třířadý dvanáctiválec Lorraine 12Fa Courlis o výkonu 441 kW. Mez řadami jeho válců byly instalovány dva synchronizované kulomety Vickers ráže 7,7 mm. Během testů dosáhl CV-11 u země rychlosti 325 km/h, v 5000 m pak 302 km/h. Nespolehlivá pohonná jednotka Courlis byla následně zaměněna za motor Hispano Suiza 12Mc o výkonu 367 kW. V prvním pololetí roku 1931 probíhaly zkoušky s novým motorem ve Francii z letiště Istres. V této konfiguraci letoun dosahoval rychlosti 329 km/h v 300 m, do 5000 m vystoupal za 7 min 57 s. Po návratu CV-11 do Rumunska byla zahájena příprava na překonání mezinárodního rekordu FAI (Mezinárodní letecká federace) v rychlosti na trati 500 km. K rekordnímu letu vzlétl pilot kapitán Romeo Popescu 9. prosince 1931. Během letu však došlo k zastavení motoru a během nouzového přistání přišel pilot Popescu u vesnice Lehliu o život.
Krátce po tragédii se Virmoux vrátil do Francie a Carafoli pokračoval v konstrukčních pracích samostatně. Dalším prototypem stíhacího letounu se stal dolnoplošník IAR-12. Motor byl třířadý Lorraine 12Eb o 331 kW a letoun s ním dosáhl při zkouškách v roce 1932 rychlosti 263 km/h ve výšce 5000 m.
Dalším vývojovým typem se stal IAR-13 s výkonnějším motorem Hispano Suiza 12Mc a lepší aerodynamikou. Maximální rychlost vzrostla na 329,7 km/h u země a na 306 km/h v 5000 m. Dostup činil 9300 m.
V roce 1934 byla v továrně IAR zahájena licenční výroba polských celokovových vzpěrových hornoplošníků PZL P.11. Přes tuto skutečnost objednalo rumunské letectvo u firmy IAR menší sérii cvičných stíhacích dolnoplošníků Carafoliho konstrukce IAR-14, navazující na prototyp IAR-13. Pohon zajišťoval motor Lorraine 12Eb o výkonu 331 kW.
Téměř souběžně s výrobou sériových letounů IAR-14 zkonstruoval Carafoli nový typ IAR-15, koncipovaný pro zástavbu francouzského hvězdicového vzduchem chlazeného devítiválce Gnôme-Rhône 9Krsd o 441 kW kapotovaného prstencem typu NACA. Po ověřovací sérii pěti exemplářů, které ve výšce 4000 m dosahovaly rychlosti 375 km/h, zůstalo rozhodnutí o výrobě licenčních PZL P.11 nezměněno.
Řadu stíhacích dolnoplošníků uzavřel v roce 1934 letoun IAR-16, navazující na typ IAR-14. Pro jeho pohon byl zakoupen britský hvězdicový devítiválec Bristol Mercury IV S2 o výkonu 412 kW, který byl opatřen úzkým prstencem typu Townend a dvoulistou dřevěnou vrtulí. Hlavňovou výzbroj opět tvořily dva synchronizované kulomety Vickers ráže 7,7 mm se zásobou 500 nábojů. V roce 1935 s ním pilot kapitán Alexandru Papana ustavil národní rumunský výškový rekord výkonem 11 631 m. Typ IAR-16 byl posledním letounem Carafoliho u společnosti IAR.
Od roku 1937 probíhala ve výrobních halách IAR licenční produkce polského typu PZL P.24. V tomto roce byl rovněž zalétán lehký bombardovací a průzkumný dvouplošník IAR-37, poháněný hvězdicovým motorem IAR 14K. Po 50 kusové sérii výroba navázala typem IAR-38, který vznikl zabudováním hvězdicového motoru BMW 132A do draku letounu IAR-37. Stroje s hvězdicovými motory IAR 14K II C32 a IAR 14K IV C32 pak nesly označení IAR-39 a IAR-39A.
Během II. světové války probíhala u společnosti IAR v Brašově sériová výroba stíhacího letounu IAR 80 šéfkonstruktéra Iona Grosu. Od zalétání prototypu 12. dubna 1939 do ukončení výroby v roce 1943 vzniklo na 400 letounů IAR-80/81, jejichž poslední exempláře v Rumunsku dolétaly v roce 1952.
Prvními poválečnými sériovými letouny firmy IAR byly typy IAR-813 a IAR-814. Dvoumístný cvičný 813 měl instalovanou československou pohonnou jednotku Walter Minor 4-III a lehký dopravní, třímístný 814 byl poháněn dvojicí motorů Walter Minor 6-III.
V roce 1955 byl proveden první let víceúčelového jednomotorového hornoplošníku
IAR-817 s pohonnou jednotkou Walter Minor 6-III, který byl od jara 1956 stavěn sériově. V roce 1960 vznikla zmodernizovaná varianta IAR-818 s motorem Walter/Avia M-337. Vodní verze s plováky nesla označení IAR-818H.
Mimo vývoje vlastních letadel se věnuje i licenční výrobě, například vrtulníků IAR 316 (Aérospatiale Alouette III) a IAR 330 (Aérospatiale Puma).

## Galerie

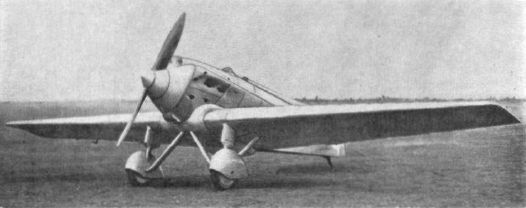
IAR CV 11
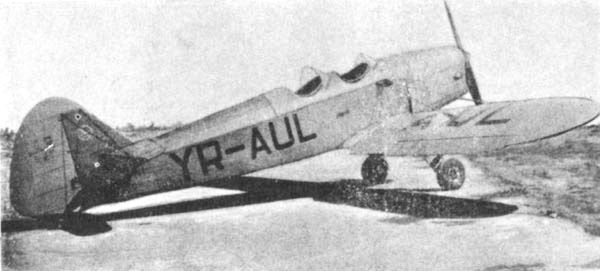
IAR 27
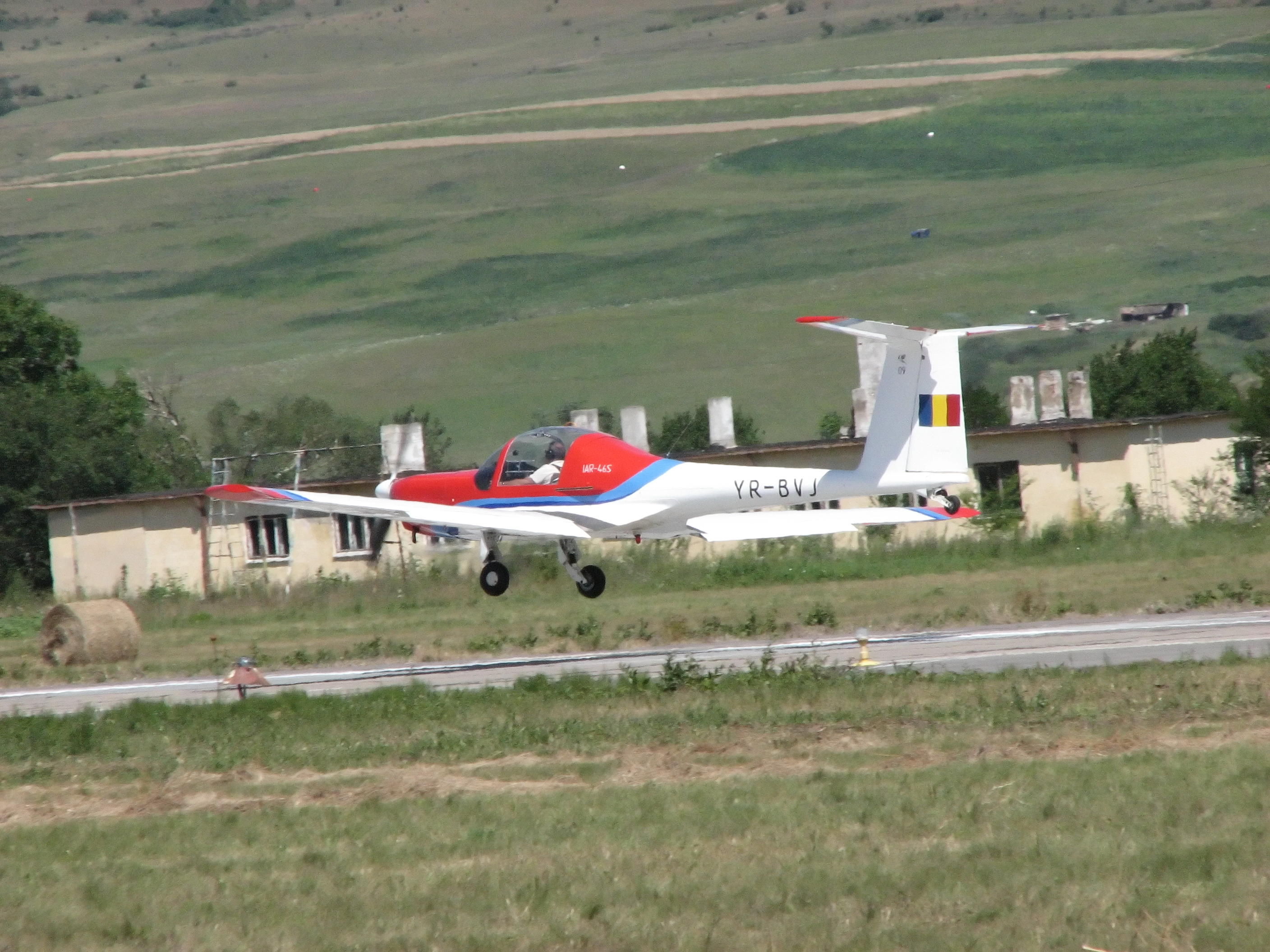
IAR 46

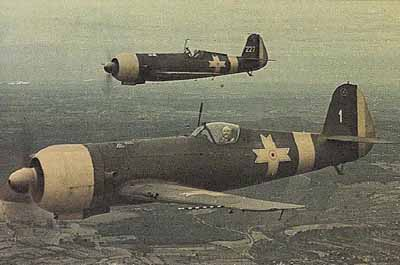
IAR 80
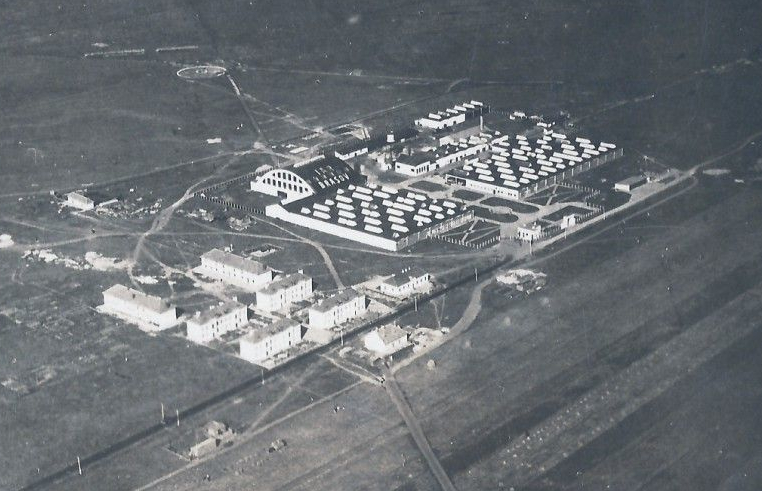
Továrna IAR v Brašově v roce 1940.
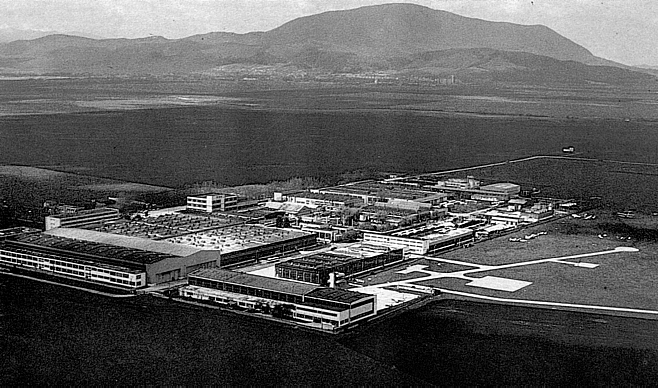
Továrna IAR